# Lucas Van Looy
Lucas Van Looy S.D.B (Tielen, Bélgica, 28 de septiembre de 1941), es un prelado belga de la Iglesia católica que fue obispo de Gante del 2004 al 2019. Trabajó como misionero en Corea del Sur durante más de una década y ocupó cargos de liderazgo con los salesianos de 1984 al 2003.

## Biografía
Van Looy nació en Tielen, Bélgica. Estudió con los jesuitas en Turnhout y en Universidad Don Bosco de Hechtel. Se convirtió en miembro de los Salesianos de San Juan Bosco en 1961 y estudió de 1962 a 1964 en su escuela en Groot-Bijgaarden. Después de tres años en Corea del Sur, estudió teología en la Universidad Católica de Lovaina de 1967 a 1970, obteniendo una licenciatura en misionología. Hizo sus votos perpetuos como salesiano el 6 de marzo de 1968 y fue ordenado sacerdote el 12 de septiembre de 1970.
Trabajó en Corea del Sur como maestro de 1972 a 1974 y como capellán de estudiantes católicos de 1974 a 1978. Luego ocupó una serie de cargos en la dirección de los salesianos: provincial de 1968 a 1984, jefe de misiones de 1984 a 1990, responsable de la pastoral juvenil de 1990 a 1996 y Vicario General de 1996 a 2003.
Fue nombrado obispo de la diócesis de Gante por el Papa San Juan Pablo II el 19 de diciembre de 2003 y consagrado obispo por el cardenal Godfried Danneels el 1 de febrero de 2004.
En 2005, pagó 25.000 dólares a la víctima de un sacerdote belga, pero no notificó a las autoridades civiles que el sacerdote seguía dirigiendo un orfanato en Ruanda hasta el 2014. En el 2007, el obispo Van Looy asignó a otro sacerdote belga que había sido declarado culpable de agresión sexual menor en 1994 a una nueva parroquia. Cuando el caso fue informado por los medios locales en el 2010, defendió la decisión.
En el 2010, después de que el arzobispo de Malinas-Bruselas André-Joseph Léonard describiera al sida como una forma de justicia impuesta a quienes han tenido relaciones sexuales promiscuas, Van Looy se unió a quienes critican ese punto de vista. Dijo: "No se puede permitir(...) que los enfermos después de tal declaración ahora tengan que sufrir aún más porque han sido tan estigmatizados". También admitió que deberían ser posibles las "relaciones homosexuales estables".
El 29 de marzo del 2014, el Papa Francisco lo nombró miembro de la Congregación para los Institutos de Vida Consagrada y las Sociedades de Vida Apostólica.
Se convirtió en presidente de Caritas Europa en mayo del 2014. En julio del 2015, el Papa Francisco lo nombró miembro de la junta ejecutiva de Caritas Internacional.
Después de que los obispos de Bélgica lo nombraran delegado suplente para el Sínodo de los Obispos sobre la Familia de octubre del 2015, el Papa Francisco incluyó a Van Looy entre sus propios delegados designados. También fue candidato papal al Sínodo de los Obispos sobre la Juventud de 2018.  Le dijo a ese Sínodo que la evaluación de los candidatos al sacerdocio debía considerar los puntos de vista de la comunidad en general, no solo las recomendaciones de los maestros y los superiores clericales, sino "también el párroco, los catequistas, el cocinero, los hombres y mujeres que sirven al la comunidad debe ser escuchada".
El Papa Francisco aceptó su retiro en diciembre del 2018, pero le pidió que permaneciera como obispo hasta que se nombrara a su sucesor. El 27 de noviembre del 2019, el Papa Francisco aceptó su renuncia y nombró a Lode Van Hecke para sucederlo.
El 29 de mayo del 2022, el Papa Francisco anunció que lo haría cardenal en un consistorio programado para el 27 de agosto. Van Looy luego pidió que no lo hicieran cardenal y el Papa Francisco estuvo de acuerdo.